# Destolmia lineata
Destolmia lineata là một loài bướm đêm thuộc họ Notodontidae. Nó được tìm thấy ở Úc.
Ấu trùng ăn Eucalyptus caesia.

## Hình ảnh

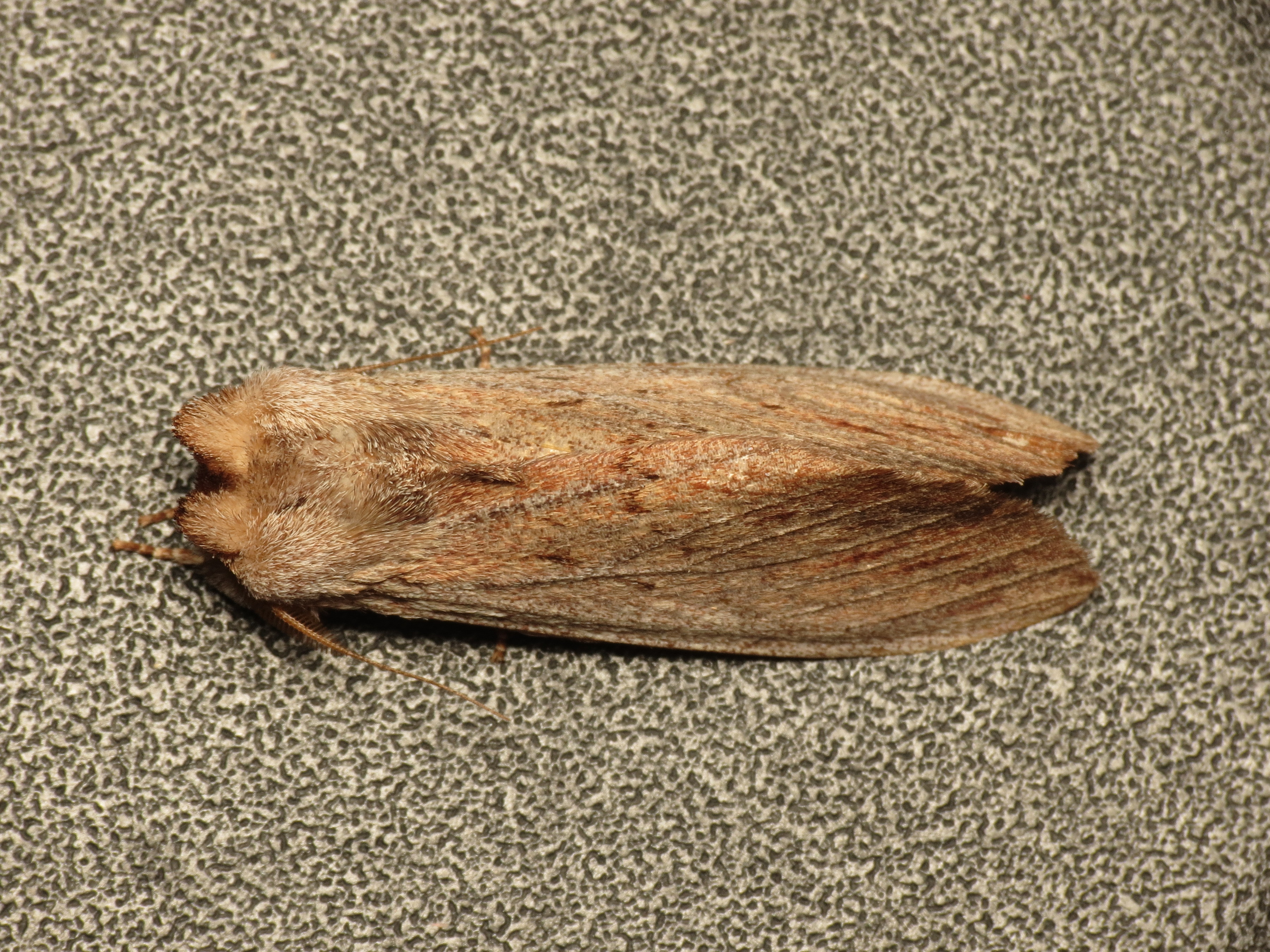
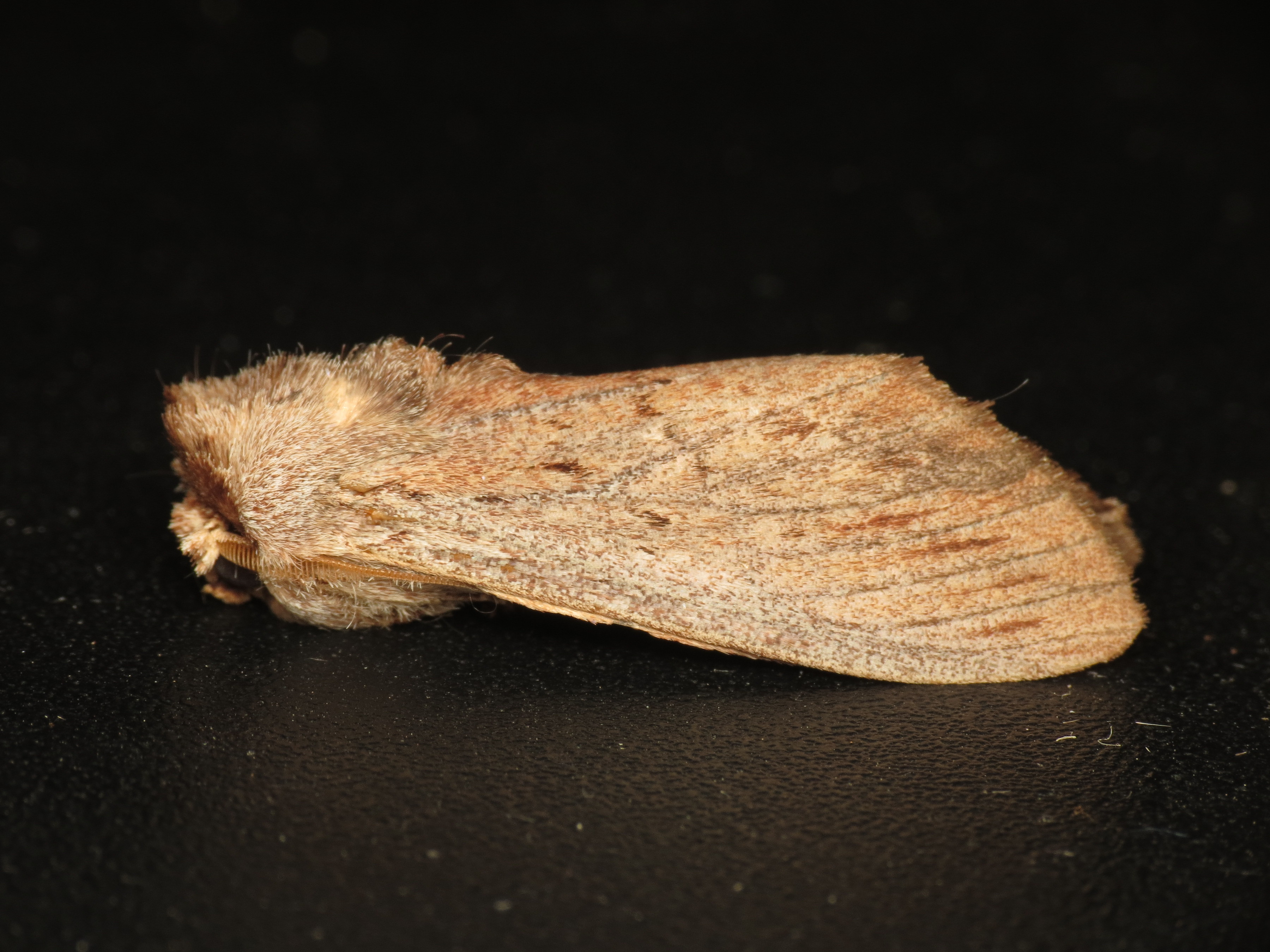
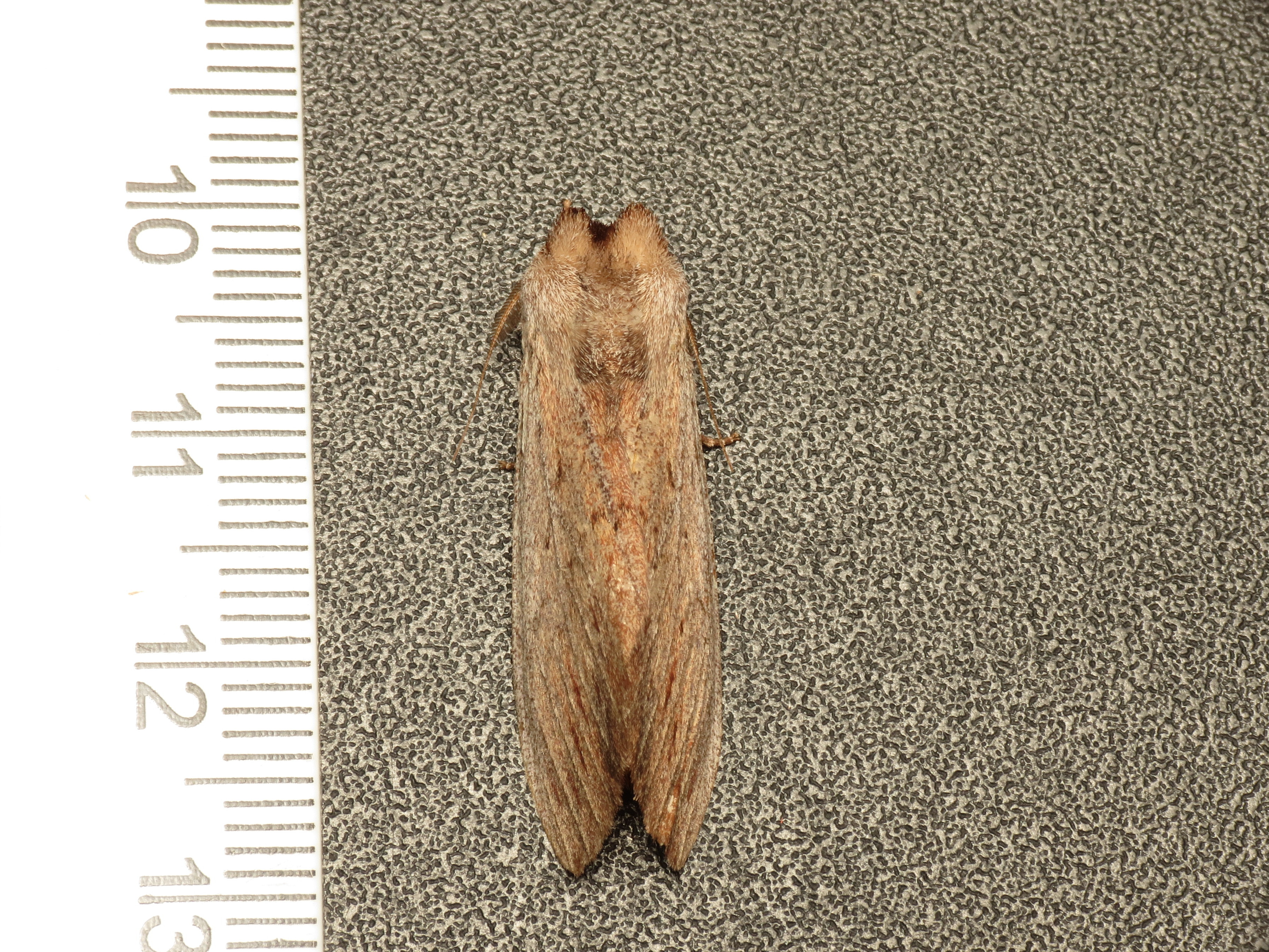
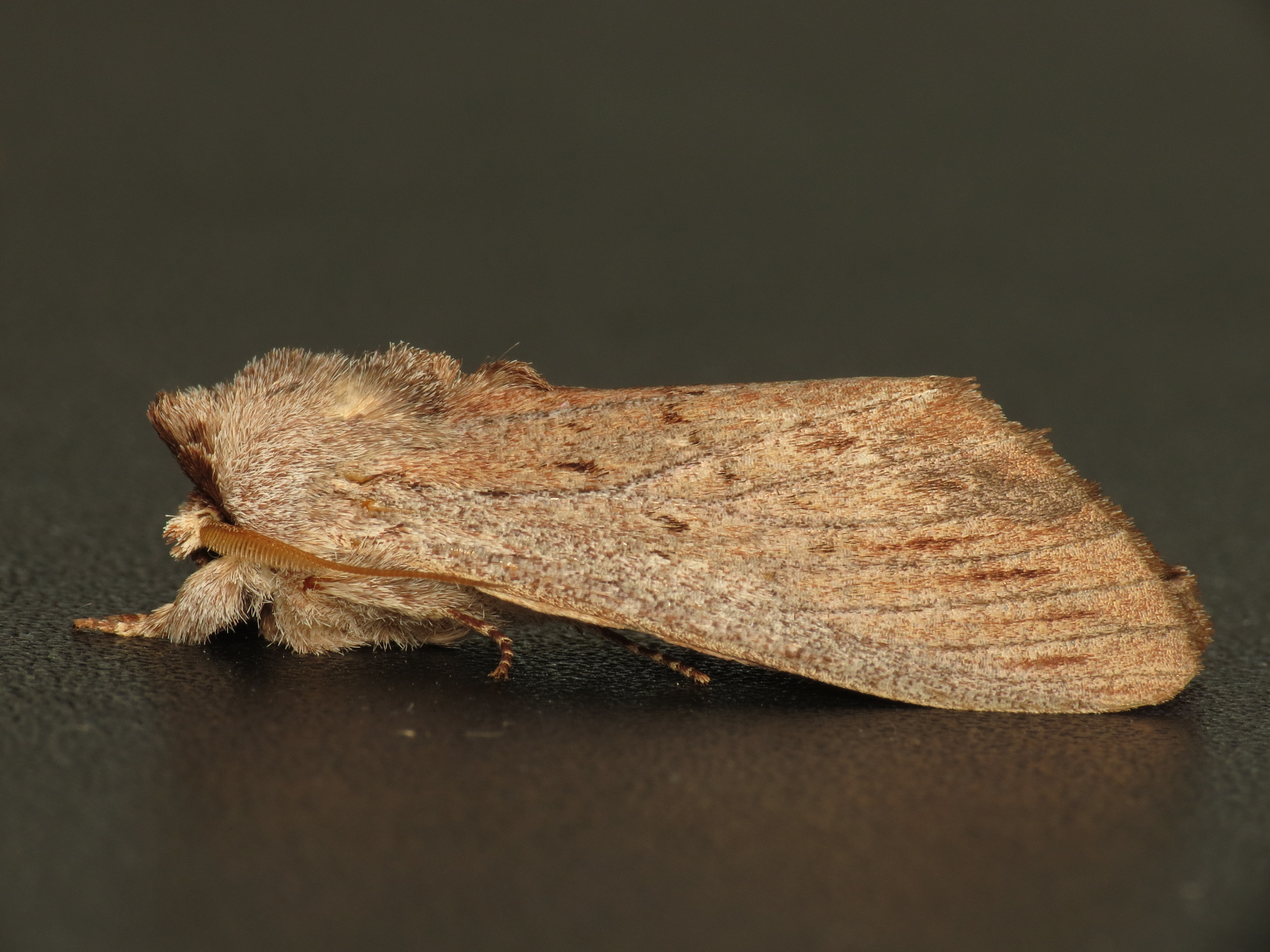